# Xelajú MC
Club Social y Deportivo Xelajú Mario Camposeco – gwatemalski klub piłkarski z siedzibą w mieście Quetzaltenango, stolicy departamentu Quetzaltenango. Występuje w rozgrywkach Liga Nacional. Domowe mecze rozgrywa na obiekcie Estadio Mario Camposeco.

## Osiągnięcia

### Krajowe
- Liga Nacional

| zwycięstwo (7):     | 1962, 1980, 1996, 2007 (C), 2012 (C), 2023 (C), 2024 (A) |
| drugie miejsce (5): | 1964, 1966, 1981, 2010 (C), 2018 (C)                     |

- Copa de Guatemala

| zwycięstwo (4):     | 1962, 1963, 1973, 2011 |
| drugie miejsce (2): | 1996, 2005             |

- Copa Campeón de Campeones

| zwycięstwo (1):     | 1963             |
| drugie miejsce (3): | 1977, 1980, 1996 |

### Międzynarodowe
- Copa Interclubes UNCAF

| zwycięstwo (0):     | –    |
| drugie miejsce (1): | 1982 |

## Historia
Klub założony został w 1928 roku pod nazwą Germania. Później nazwę zmieniono na Adix, a następnie w 1942 roku na do dziś używaną nazwę Xelajú. Jest najbardziej utytułowanym klubem gwatemalskim, który nie ma swojej siedziby w stolicy państwa.

## Aktualny skład
Stan na 1 lutego 2023.
| Nr | Poz. | Piłkarz                    |
| -- | ---- | -------------------------- |
| 1  | BR   | José Daniel Lavarreda      |
| 2  | OB   | Francisco López            |
| 4  | OB   | Kenner Gutiérrez (kapitan) |
| 6  | PO   | Maynor de León             |
| 7  | PO   | Yordin Hernández           |
| 8  | NA   | Gerson Tinoco              |
| 9  | NA   | Darwin Lom                 |
| 11 | NA   | Cristian Castillo          |
| 12 | PO   | Aslinn Rodas               |
| 13 | PO   | Kevin Lucero               |
| 14 | OB   | Javier González            |
| 15 | PO   | Jorge Vargas               |
| 16 | PO   | Juan Cardona               |
| 17 | PO   | Hugo del Cid               |

| Nr | Poz. | Piłkarz         |
| -- | ---- | --------------- |
| 18 | OB   | José Castañeda  |
| 19 | PO   | Wílber Rentería |
| 20 | NA   | Harim Quezada   |
| 21 | PO   | Esnaydi Zúñiga  |
| 22 | BR   | Nery Lobos      |
| 25 | OB   | Kevin Ruiz      |
| 26 | NA   | Elmer Cardoza   |
| 27 | OB   | Diego González  |
| 29 | BR   | José Calderón   |
| 30 | OB   | Héctor Moreira  |
| 31 | PO   | Aarón Navarro   |
| 32 | OB   | Bryan Lemus     |
| 66 | OB   | Carlos Santos   |
| 70 | PO   | Frank de León   |

## Trenerzy
- Julio César Cortés